# Jean-Louis Fetjaine
Jean-Louis Fetjaine, de son vrai nom Jean-Louis Festjens, né le 11 juillet 1956, est un journaliste, éditeur et auteur français.

## Biographie
Jean-Louis Fetjaine est diplômé de philosophie et d'histoire médiévale. Il a été journaliste, puis traducteur et prête-plume aux Presses de la Cité. En 1991, il y créé la collection Hors collection puis quelques années plus tard se voit confier les Éditions Le Pré aux clercs. Il rejoint ensuite le Groupe La Martinière où il fonde les Editions Fetjaine (quatre salariés). En 2012, il quitte La Martinière pour Robert Laffont, ce qui met fin aux Editions Fetjaine.
Le succès de sa Trilogie des elfes (Le Crépuscule des elfes en 1998, La Nuit des elfes en 1999 et L'Heure des elfes en 2000) l’impose comme l'un des principaux représentants de la fantasy en France.
Il publie ensuite Le Pas de Merlin et Brocéliande, deux récits épiques entre la fantasy et le roman historique, puis s'oriente vers ce dernier genre avec la série Les Reines pourpres en deux tomes Les Voiles de Frédégonde en 2006 et Les Larmes de Brunehilde en 2007. Pour Le Pas de Merlin, il remporte le prix Imaginales du meilleur roman de fantasy en 2003.
En 2008, il revient à la fantasy avec Lliane, préquelle de la Trilogie des elfes et premier tome des Chroniques des elfes. Il met en lumière les événements qui ont fait de Lliane une reine et une guerrière. L'auteur déclare alors : « qu'avec Fleuve noir, on est partis sur au moins trois livres… ». En 2009 sort le deuxième tome de la série : L'Elfe des terres noires. Dans un nouvel entretien, l'auteur précise que : « En l’écrivant, je m’aperçois que cette histoire est une boucle qui s’achèvera au bout du troisième volume. Si je devais continuer, ce serait plutôt avec une nouvelle trilogie. Peut-être une séquelle, cette fois… ».
Il a publié, avec les photographes et infographistes Jean-Baptiste et Sandrine Rabouan, des albums illustrés sur le monde des fées et des elfes et des petits contes pour enfants. Sous son vrai nom, Jean-Louis Festjens, il a écrit également plusieurs livres d'humour avec Pierre Antilogus (Le Guide du jeune père, Mari idéal, mode d'emploi, Guide de survie à l'usage des parents…).

## Œuvres

### SérieLes Chroniques des elfes
1. Lliane, Fleuve noir, 2008, 272 p.  (ISBN 978-2-265-08576-3)Réédition, Pocket, coll. « Science-fiction » no 5991, 2009, 320 p. (ISBN 978-2-266-18636-0)
2. L'Elfe des terres noires, Fleuve noir, 2009, 262 p.  (ISBN 978-2-265-08577-0)Réédition, Pocket, coll. « Science-fiction » no 7021, 2010, 256 p. (ISBN 978-2-266-19627-7)
3. Le Sang des elfes, Fleuve noir, 2010, 294 p.  (ISBN 978-2-265-08578-7)Réédition, Pocket, coll. « Science-fiction » no 7063, 2011, 288 p. (ISBN 978-2-266-21325-7)

- Les Chroniques des elfes – L'Intégrale, Pocket, coll. « Science-fiction » no 7121, 2012, 648 p.  (ISBN 978-2-266-23302-6)

### SérieLa Trilogie des elfes
1. Le Crépuscule des elfes, Belfond, 1998, 374 p.  (ISBN 2-7144-3611-0)Réédition, Pocket, coll. « Science-fiction » no 5730, 2002, 352 p. (ISBN 2-266-09640-0)
2. La Nuit des elfes, Belfond, 1999, 286 p.  (ISBN 2-7144-3673-0)Réédition, Pocket, coll. « Science-fiction » no 5748, 2002, 288 p. (ISBN 2-266-10488-8)
3. L'Heure des elfes, Belfond, 2000, 278 p.  (ISBN 2-7144-3762-1)Réédition, Pocket, coll. « Science-fiction » no 5768, 2002, 288 p. (ISBN 2-266-11539-1)
4. Guinevere : la Dame blanche, Fleuve noir, 2014, 360 p.  (ISBN 978-2-265-09745-2)

- La Trilogie des elfes - L'Intégrale, Pocket, coll. « Science-fiction » no 5980, 2008, 928 p.  (ISBN 978-2-266-18376-5)

### SérieLe Pas de Merlin
1. Le Pas de Merlin, Belfond, 2002, 336 p.  (ISBN 2-7144-3859-8)Réédition, Pocket, coll. « Science-fiction » no 5813, 2004, 352 p. (ISBN 2-266-13321-7)
2. Brocéliande, Belfond, 2004, 312 p.  (ISBN 2-7144-4038-X)Réédition, Pocket, coll. « Science-fiction » no 5859, 2006, 352 p. (ISBN 2-266-14925-3)

### SérieLes Reines pourpres
1. Les Voiles de Frédégonde, Belfond, 2006, 308 p.  (ISBN 2-7144-4175-0)Réédition, Pocket no 13283, 2008, 343 p. (ISBN 978-2-266-17080-2)
2. Les Larmes de Brunehilde, Belfond, 2007, 312 p.  (ISBN 978-2-7144-4266-6)Réédition, Pocket no 13592, 2008, 341 p. (ISBN 978-2-266-18068-9)

### SérieDjinn
1. La Maudite, Fleuve, coll. « Outre Fleuve », 2017, 288 p.  (ISBN 978-2-265-09877-0)Réédition, Pocket, coll. « Science-fiction » no 7257, 2020, 304 p. (ISBN 978-2-266-28654-1)
2. Mélisende de Jérusalem, Fleuve, 2020, 240 p.  (ISBN 978-2-265-11796-9)

- Djinn - Intégrale, Pocket, coll. « Science-fiction » no 7301, 2022, 560 p.  (ISBN 978-2-266-31387-2)

### Nouvelles
- Les Chroniques des Errants, livre I : Le Bracelet d'Alamut, 2011, 9 p.Publiée dans le numéro 9 du magazine jeunesse Chaudron magique et illustrée par Cédric Lenfant